# Digimon Next
Digimon Next (デジモン ネクスト?, Dejimon Nekusuto) è il secondo manga dedicato all'universo di Digimon ad essere stampato nelle pagine del magazine V Jump, a partire dal 17 dicembre 2005. Il suo scopo principale è di promuovere i giocattoli Digimon virtual pet (o V-Pet). Il personaggio principale si chiama Tsurugi Tatsuno ed il suo Digimon partner è Greymon (in seguito Agumon). Tsurugi viene in contatto con Digiworld tramite il suo dispositivo virtual pet Digimon Mini ed il "Battle Terminal", un'interfaccia di realtà virtuale. Anche i Digimon possono usare la tecnologia per materializzarsi nel mondo umano a piacimento.
Next sembra avere diversi punti chiave in comune con Digimon Savers, come l'uso della Digisoul, l'evoluzione di Agumon in GeoGreymon nel capitolo cinque e l'aspetto del Digivice iC di Tsurugi quando Piximon lo migliora nel capitolo quattro.

## Trama
Tsurugi Tatsuno è un ragazzo che partecipa ai tornei Virtual Digimon Battle. Quando un Kuwagamon appare nel mondo reale, il suo Greymon prende vita per proteggerlo. Tsurugi viene quindi convocato a Digiworld da Piximon per salvarlo dal malvagio Barbamon. Poiché il suo Digimon ha un segno a forma di esagono sul suo corpo, è un "Digimon Illegale". Questi Digimon sono molto particolari perché quelli che portano simboli come quello sono prescelti e possono aiutare a salvare Digiworld nei momenti di crisi. Il Greymon di Tsurugi successivamente regredisce in Agumon e i due incontrano altri personaggi destinati a salvare il mondo dall'esercito di Barbamon. La priorità è fermare Barbamon ed i suoi tirapiedi prima che questi riescano ad impossessarsi di tutte le Digimemory e ad impadronirsi di entrambi i mondi.

## Personaggi

### Personaggi principali
Tsurugi Tatsuno e Agumon
Tsurugi Tatsuno era originariamente in coppia con un Greymon. Tuttavia, in una battaglia contro Peckmon, Piximon fa regredire Greymon al suo livello intermedio - Agumon. Agumon successivamente acquisisce l'abilità di digievolvere GeoGreymon. Successivamente, quando Tsurugi e GeoGreymon stanno combattendo contro Shou e Yatagaramon, GeoGreymon riesce a digievolvere ancora in RiseGreymon. Infine, nel Mondo dei Sistemi, dopo che Tsurugi riceve il Digivice Digimon Twin R, RiseGreymon digievolve al livello mega di VictoryGreymon. Dopo aver sconfitto NEO, Agumon viene trasformato in pietra e rinasce sotto forma di Digiuovo.
Yuu Inui e Gaomon
Gaomon è il Digimon partner di Yuu Inui. Tsurugi ed Agumon li incontrano per la prima volta quando Gaomon cerca di derubarli. Dopo la sconfitta di un Tankdramon, i due si uniscono a Tsurugi ed Agumon nelle loro avventure per fermare Barbamon. Gaomon è in grado di digievolvere Gaogamon e successivamente acquisisce l'abilità di digievolvere al livello evoluto di MachGaogamon. Infine, nel Mondo dei Sistemi, dopo che Yuu riceve il Digivice Digimon Twin L, MachGaogamon digievolve al livello mega di ZeedGarurumon. Dopo aver sconfitto NEO, Gaomon viene trasformato in pietra e rinasce sotto forma di Digiuovo.
Ami Kitajima e Pichimon
Pichimon è il Digimon partner di Ami Kitajima, un'amica di Tsurugi che odia combattere. Il loro scopo nella trama è ignoto. Nel capitolo 11, tuttavia, viene rivelato che Pichimon possiede la Digimemory dell'Acqua e che può megadigievolvere in MarineAngemon. Pichimon ed Ami vengono catturati ed il Digimon e la sua Digimemory vengono impiantati nel corpo di NEO. Con l'aiuto di Ami e della sua Digisoul, Pichimon si libera dal corpo di NEO e megadigievolve MarineAngemon per aiutare a combattere NEO. Ami ha una cotta per Tsurugi e quando il gruppo torna nel mondo reale la si vede stesa in grembo a Tsurugi.
Shou Kahara e Peckmon
Un Peckmon nero è il Digimon partner di Shou Kahara e possiede la Digimemory del Volatile, di cui Barbamon ha bisogno per assumere il totale controllo di Digiworld. Peckmon appare per la prima volta quando Shou attacca Tsurugi nei panni di un Domatore Hacker, il "Nero Cavaliere Alato". Peckmon combatte contro il Greymon di Tsurugi e lo fa regredire in Agumon, riuscendo quasi a conquistare una vittoria totale se Piximon non fosse intervenuto in soccorso. Nella sua battaglia contro MegaKabuterimon per reclamare la Digimemory dell'Insetto, Shou fa digievolvere Peckmon in Yatagaramon. Durante l'attacco alla Città della Luce, Chaosdramon rivela a Shou che Barbamon aveva ordinato di toglierlo di mezzo ed è questo il motivo per cui Chaosdramon aveva provato ad ucciderlo. In seguito, riappare nuovamente per combattere Murmuxmon, facendo digievolvere Peckmon in Ravemon.
Quando Shou ed i suoi amici incontrano Norn nel mondo reale (all'età di circa otto anni), Shou si innamora di lei immediatamente. In seguito inizia ad odiare Tsurugi perché si era istantaneamente dimenticato di Norn ed era divenuto ossessionato dal calcio. Dopo aver combattuto contro dei bulli che avevano rubato diversi Digimon Mini di alcuni bambini piccoli, questi prendono il suo e lo distruggono. L'odio per i bulli e la sua volontà di rivedere Norn scorrono in lui, suscitando interesse in Barbamon. Barbamon salva quindi Peckmon e porta Shou al di fuori del mondo reale. Shou e Barbamon condividono le stesse idee sulla felicità dei Digimon, portando Shou a diventare subito dopo un tirapiedi di Barbamon. Alla fine, Shou è costretto a dire addio a Norn e a tornare nel mondo reale.
Barbamon
Barbamon sembra essere il nemico principale di questo manga. Barbamon è stato in grado di prendere il controllo del computer ospite di Digiworld che si trovava nel "Mondo dei Sistemi". Il suo obiettivo è impossessarsi di Digiworld e, per fare ciò, raccoglie un'enorme armata di Digimon ed anche un umano chiamato Shou (insieme al suo Digimon Peckmon) affinché lo aiutino. Per impossessarsi di Digiworld e riformarlo a suo piacimento, Barbamon ha bisogno delle otto Digimemory, che Shou lo aiuta a raccogliere. Viene rivelato successivamente che Barbamon si è fuso con Yggdrasil. Alla fine, viene sconfitto da Tsurugi e VictoryGreymon, ma prima della sua sconfitta riesce a completare NEO.
Comandamenti
Barbamon tiene diversi Digimon a lavorare per lui. Questi includono un Sealsdramon, un Waspmon, un'armata di Commandramon, un Mummymon, il Comandante Stratega Datamon, alcuni Trailmon corazzati ed un'armata di BladeKuwagamon. Dispone anche di tre Comandanti di Comandamento (Chaosdramon, Murmuxmon e Zanbamon) che guidano i suoi comandamenti. I tre Comandanti di Comandamento vengono sconfitti, ma quando il gruppo deve affrontare la battaglia finale contro NEO viene rivelato che questi sono in realtà sopravvissuti.
Datamon
Un Datamon lavora come Comandante Stratega per Barbamon. Datamon viene mostrato quando spia un incontro segreto tra Shou e Norn. Ha creato il Paradiso della Sorgente Calda e pilotato un robot Angewomon. Quando prova a reclamare per sé la Digimemory dell'Acqua da Pichimon pilotando il robot Angewomon, Pichimon digievolve in MarineAngemon e Datamon è costretto a ritirarsi. Rivela inoltre a Tsurugi che lui sta gareggiando con Shou per recuperare le Digimemory per Barbamon. Torna successivamente per aiutare nella battaglia finale contro NEO.
Piximon
Piximon è il responsabile generale di Digiworld. È lui che si oppone a Barbamon e che chiama un umano a Digiworld per combatterlo. Tuttavia, viene gravemente ferito da un attacco di Sealsdramon, che gli porta via anche la Digimemory Sacra. Riesce a recuperare le forze negli ultimi capitoli e riappare al fianco di Tsurugi durante la battaglia finale contro NEO insieme ad un NurseGuardromon.
Andromon
Un altro responsabile di Digiworld che risiede nella Città della Luce. Viene ucciso da Chaosdramon, ma la sua proiezione rivela a Tsurugi e Yuu che ha piazzato un virus nella sua Digimemory per fare in modo che la parte meccanica di NEO non risponda ai comandi.
Norn Mikihara
Una ragazza imprigionata da Barbamon. Era stata mandata da Yggdrasil per apprendere il significato dei Digimon per gli esseri umani e diventa amica di Tsurugi, Yuu, Ami e Shou. Si avvicina a loro e gli chiede cosa siano i Digimon per loro. Quando sente che per loro i Digimon sono tutti amici o addirittura una famiglia, consiglia loro di combattere sempre per i Digimon. Shou si prende una cotta per lei ed inizia ad odiare Tsurugi dopo che questo si dimentica della promessa fatta alla ragazza. È in realtà la manifestazione della vera e propria coscienza di Yggdrasil.
Yggdrasil
Un residente del Mondo dei Sistemi e Divinità di Digiworld. Manda Norn nel mondo reale e viene infine costretto a fondersi con Barbamon.
NEO
Un Digimon artificiale creato da Barbamon. Per completare la creazione, sono necessarie le otto Digimemory. Appare inizialmente come un piccolo blob nero, ma evolve ad una forma embrionale fondendosi con la Digimemory Sacra e con quella dell'Insetto (che lo dota di spuntoni sulle spalle e di una maschera). Gli cresce il braccio sinistro dopo aver ricevuto la Digimemory del Mutante e gli inizia a crescere un corpo con capelli fluenti dopo aver rubato la Digimemory dell'Acqua (insieme a Pichimon, che funge da "testa" del Digimon. Dopo la sconfitta di Barbamon, NEO assorbe la Digimemory del Volatile (che conferisce a NEO un paio d'ali) e la Digimemory delle Tenebre (che forma il suo corpo) insieme ad un incredibile numero di dati per assumere una forma umanoide quasi completa. Dopo il suo risveglio, NEO sconfigge VictoryGreymon e ZeedGarurumon. NEO quindi ruba la Digimemory del Drago (che fornisce a NEO un braccio destro) e la Digimemory Animale (che dà a NEO delle zampe posteriori animalesche) per completare se stesso. Pianifica di eliminare sia Digiworld che il mondo umano e di rimpiazzarli con mondi di sua creazione. Presto, NEO inizia a perdere il controllo delle Digimemory. Dopo una battaglia contro VictoryGreymon e ZeedGarurumon, NEO regredisce nelle otto Digimemory, essendo ora a conoscenza del legame speciale che lega esseri umani e Digimon.

### Personaggi minori
Toori
Uno degli amici di Tsurugi che lo convincono a partecipare ad una Digimon Battle. Il suo Digimon partner è sconosciuto.
Saitou
Saitou è il primo Domatore che Tsurugi combatte nel Terminal. Il suo Digimon partner è un Greymon più grande di quello di Tsurugi. Tuttavia, viene sconfitto da Tsurugi grazie alla velocità del suo Greymon.
Trailmon (Modello C-89) (トレイルモン（Ｃ－８９型）?, Trailmon (C-89 Model))
È un modello di Trailmon il cui design deriva dai treni proiettile Shinkansen. È piuttosto lungo ed è corazzato, mentre sulla parte anteriore sono visibili due grandi occhi. Dispone di una forma da battaglia chiamata Trailmon Battle Form (トレイルモン戦闘形態?, Trailmon sentō keitai), a cui ricorre per proteggere i suoi passeggeri.
Battle Armament Trailmon (戦闘武装トレイルモン?, Sentō busō Trailmon)
È un modello di Trailmon al quale sono state fatte pesanti modifiche per renderlo adatto alla battaglia. È infatti completamente ricoperto di armamenti e armi da battaglia. Sulla parte anteriore inferiore del Trailmon sono presenti due piccoli occhi. Un Mummymon, membro dei Commandments, piace viaggiare per Digiworld all'interno di questi Trailmon corazzati.

## Digimemory
Le otto Digimemory sono dei ciondoli che impediscono a Barbamon di impadronirsi di Digiworld. Il Digimon non si fermerà davanti a nulla pur di ottenerle. Se riesce a impossessarsi di tutte le Digimemory, Barbamon sarà in grado di ricreare Digiworld a sua immagine. Dopo la sconfitta riportata contro VictoryGreymon e ZeedGarurumon, NEO regredisce nelle otto Digimemory, che poi provvedono a ricostruire Digiworld. Le otto Digimemory sono:
- Digimemory Sacra (simboleggiata da una croce): Posseduta da Piximon, ma rubata e consegnata a Barbamon. Ora è parte di NEO.
- Digimemory dell'Insetto (simboleggiata da antenne di scarafaggio): Posseduta da MegaKabuterimon, ma rubata e consegnata a Barbamon. Ora è parte di NEO.
- Digimemory del Mutante (simboleggiata da vari ingranaggi): Posseduta da Andromon, ma rubata e consegnata a Barbamon. Ora è parte di NEO.
- Digimemory dell'Acqua (simboleggiata da un delfino): Posseduta da Ami Kitajima fino alla sua cattura. Ora è parte di NEO.
- Digimemory del Volatile (simboleggiata da un uccello): Posseduta da Shou Kahara finché non viene rubata da Barbamon per completare NEO.
- Digimemory delle Tenebre (simboleggiata da un teschio nero): Posseduta da Barbamon. Aggiunta a NEO dopo la sconfitta di Barbamon.
- Digimemory del Drago (simboleggiata da un drago): Posseduta da Tsurugi Tatsuno. Rubata da NEO per completarsi.
- Digimemory Animale (simboleggiata da una testa di lupo): Posseduta da Yuu Inui. Rubata da NEO per completarsi.

## Capitoli
| Nº | Giapponese 「Kanji」 - Rōmaji | Data di prima pubblicazione            | Data di prima pubblicazione |
| Nº | Giapponese 「Kanji」 - Rōmaji | Giapponese                             |                             |
| 1  | 「デジモンネクスト 1」 - Dejimon Nekusuto 1 | 4 luglio 2006 ISBN 4-08-874137-4       |                             |
| 1  | Capitoli - BATTAGLIA01: Benvenuti al Digimon Net Game! (デジモンネットゲームへようこそ！?, Digimon Net Game he Youkosou!) - BATTAGLIA02: Il cavaliere dalle ali nere! (黒き翼のナイト！?, Kuro ki Tsubasa no Knight!) - BATTAGLIA03: Greymon contro Peckmon! (グレイモンＶＳペックモン！?, Greymon VS Peckmon!) - BATTAGLIA04: Comandamenti di terrore! (恐怖のコマンドメンツ！?, Kyoufu no Commandments!) - BATTAGLIA05: Yuu e Gaomon! (ユウとガオモン！?, Yuu to Gaomon!) - BATTAGLIA06: i-LAND! (i-LAND!)                                      |                                        |                             |
| 2  | 「デジモンネクスト 2」 - Dejimon Nekusuto 2 | 4 gennaio 2007 ISBN 4-08-874313-X      |                             |
| 2  | Capitoli - BATTAGLIA07: Contro CannonBeemon! (ＶＳキャノンビーモン！?, VS CannonBeemon!) - BATTAGLIA08: Il caravan del sole! (太陽のキャラバン！?, Taiyou no Caravan!) - BATTAGLIA09: Il digicore nero! (黒の核！?, Kuro no Digicore!) - BATTAGLIA10: La ragazza "Norn"!! (少女ノルン！?, Shoujo Norn!) - BATTAGLIA11: Il segreto di Pichimon! (ピチモンの秘密！?, Pitchmon no Himitsu!) - BATTAGLIA12: La città della luce, Light City! (光の街ライトシティ！?, Hikari no Machi Light City!)                                                     |                                        |                             |
| 3  | 「デジモンネクスト 3」 - Dejimon Nekusuto 3 | 4 luglio 2007 ISBN 4-08-874394-6       |                             |
| 3  | Capitoli - BATTAGLIA13: L'altro saggio! (もう一人の賢者！?, Mou Hitori no Kenja!) - BATTAGLIA14: Riunione! (再会！?, Saikai!) - BATTAGLIA15: Area oscura! (ダークエリア！?, Dark Area!) - BATTAGLIA16: Livello evoluto, RiseGreymon! (完全体ライズグレイモン！?, Kanzentai RizeGreymon!) - BATTAGLIA17: Io...! (ぼくは・・・！?, Boku ha...!) - BATTAGLIA18: Sfondare il firewall! (炎の壁を破ね！?, Firewall wo Yabu ne!) |                                        |                             |
| 4  | 「デジモンネクスト 4」 - Dejimon Nekusuto 4 | 4 febbraio 2008 ISBN 978-4-08-874484-1 |                             |
| 4  | Capitoli - BATTAGLIA19: Il sistema del mondo! (天界！?, System Kai!) - BATTAGLIA20: Lotta mortale: i tre comandanti! (死闘・三将軍！?, Shitou: Sanshougun!) - BATTAGLIA21: Sacri dispositivi accoppiati, Digimon Twin! (対神器デジモンツイン！?, Tsuijinki Digimon Twin!) - BATTAGLIA22: Il signore demoniaco, Barbamon! (魔王バルバモン！?, Maou Barbamon!) - BATTAGLIA23: NEO! (NEO!) - BATTAGLIA24: Battaglia per il futuro! (未来との戦い！?, Mirai to no Tatakai!) - ULTIMA BATTAGLIA: Mondo Digitale! (デジタルワールド！?, Digital World!) |                                        |                             |